# Lamas de Mouro
Lamas de Mouro est une ancienne freguesia du concelho de Melgaço, dissoute en 2013 au sein de l'Union des paroisses de Castro Laboreiro et Lamas de Mouro. Sa superficie était de 17.31 km², avec 117 habitants (2011). Sa densité de population était de 6.8hab/km².

## Démographie
| 1864 | 1878 | 1890 | 1900 | 1911 | 1920 | 1930 | 1940 | 1950 | 1960 | 1970 | 1981 | 1991 | 2001 | 2011 |
| ---- | ---- | ---- | ---- | ---- | ---- | ---- | ---- | ---- | ---- | ---- | ---- | ---- | ---- | ---- |
| 220  | 238  | 230  | 240  | 226  | 225  | 182  | 286  | 351  | 368  | 200  | 223  | 184  | 148  | 117  |

|      | 0-14 ans | 15-24 ans | 25-64 ans | > 65 ans |
| ---- | -------- | --------- | --------- | -------- |
| 2001 | 12       | 21        | 72        | 43       |
| 2011 | 4        | 9         | 59        | 45       |

## Géographie
En pleine montagne, Lamas de Moura se situe à près de 18 kilomètres du siège de la municipalité à Melgaço. La paroisse est frontalière au nord de São Paio, Roussas et Fiães, au sud de Gavieira (paroisse incluse dans la municipalité d'Arcos de Valdevez), à l'ouest de Cubalhão et Parada do Monte, et Castro Laboreiro au sud-est. A l'est, la paroisse est longée par la rivière Trancoso la séparant de la municipalité galicienne de Padrenda.
La paroisse est composée des lieux-dits suivants : Lugar de Cima, Touça, Igreja, Alcobaça, Gavião et Porto Ribeiro.
La rivière Mouro net dans cette ancienne paroisse.

## Histoire
Avec certains vestiges de dolmens et culture castreja, d'origine celte, le toponyme semble venir du type de sols présents dans la région (lama, boue) et de sa position stratégique, en étant une seconde ligne de défense à la frontière, d'abord protégée par le Château de Castro Laboreiro, pendant la Reconquista contre les Maures ('mouros').
Pendant le XIIe siècle, les premières références documentées sur la paroisse révèlent que l'église de Lamas de Mouro, dédiée à Saint Jean-Baptiste, était la propriété d'une ancienne commanderie des Templiers. L'Ordre étant supprimé par le pape et ses membres enfermés, le cénobite céda le monastère en 1344 à la Couronne, qui l'attribua par la suite aux Hospitaliers de l'ordre de Saint-Jean de Jérusalem en 1349, avant de devenir une abbaye du pape.
L'ancienne paroisse de Saint Jean Baptiste de Lamas de Mouro était incluse à l'ancienne municipalité de Valadares jusqu'en 1855, date à laquelle elle fut intégrée à Melgaço.